# インジャスティス2
『インジャスティス 2』 (英: Injustice 2) は、DCコミックスを原作とする対戦型格闘ゲーム。2017年にネザーレルム・スタジオズが開発し、ワーナー・ブラザース・エンターテイメントより発売された。2013年に販売された『インジャスティス:神々の激突』の続編。前作とは異なり日本では販売されていない。

## ストーリー
前回の事件は別次元のスーパーマンによって鎮圧され、再び世界は秩序を取り戻した。スーパーマンは赤い太陽の特殊独房へ収監され、バットマンは壊滅したメトロポリスとゴッサムシティの復興事業に追われブルース・ウェインとしての時間が長くなっていた。さらに恩赦として活動を制限されたヒーロー達の戦力不足を補うため、「ブラザーアイ」を新たに開発し治安を保っていた。
バットマンは、ゴリラシティでグロッドが「ザ・ソサエティ」なる組織を結成したという情報を掴む。ヒーロー達が散り散りになったタイミングでの計画かと思われていたが、その裏にはブレイニアックがいた。ブレイニアックは惑星クリプトンを完全に破壊した後、生き延びたクリプトン人であるスーパーマンを探していたのだった。
同じくクリプトン人の生き残りとなっていたスーパーガールがブレイニアックに気付き、スーパーマンの必要性を説く。バットマンも少人数では為す術が無く、スーパーマンを釈放しヒーロー達を集め、再びジャスティス・リーグを結成する。

## 登場キャラクター
プレイアブルキャラクター
| - バットマン - スーパーマン - ワンダーウーマン - スーパーガール - アクアマン - アトロシタス - ゴリラ・グロッド - デッドショット - ハーレイ・クイン - フラッシュ | - ブルービートル - ベイン - ポイズン・アイビー - ブレイニアック - ロビン - ブラックキャナリー - スワンプシング - キャットウーマン - チーター - サイボーグ | - ドクター・フェイト - グリーンランタン - ファイヤーストーム - グリーンアロー - ブラックアダム - キャプテン・コールド - スケアクロウ - ダークサイド - ジョーカー - レッドフード | - スターファイヤー - サブ・ゼロ - ブラックマンタ - ヘルボーイ - ライデン - アトム - ティーンエイジ・ミュータント・ニンジャ・タートルズ - エンチャントレス |

プレミアムスキンキャラクター
| - バットウーマン - ビザロ - ブラックライトニング - ブルース・ウェイン | - グリッド - ジェイ・ギャリック - ジョン・スチュワート - ミスター・フリーズ | - パワーガール - リバース・フラッシュ - シャザム - シルバー・バンシー | - ビクセン - ホワイトキャナリー - スーパーマン（1938年版） |

## 舞台設定
世界観やキャラクターの設定は前作『インジャスティス:神々の激突』から引き継ぎ、序盤に回想シーンを挟んで「ワンアース政府」解体から数年後となっている。

### ジャスティス・リーグ
バットマン/ブルース・ウェイン
声 - ケヴィン・コンロイ
元「反政府軍」メンバー。ブルース・ウェインとしての仕事に追われながらも、「ブラザーアイ」を開発し治安を守り続けている。
グリーンアロー/オリバー・クイーン
声 - アラン・テュディック
元「反政府軍」メンバー。
ブラックキャナリー/ダイナ・ランス
声 - ヴァネッサ・マーシャル
元「反政府軍」メンバー。
ハーレイ・クイン/ハーリーン・クインゼル
声 - タラ・ストロング
元「反政府軍」メンバー。ジョーカーの死後、「ブラザーアイ」の管理などバットマンに協力している。
キャットウーマン/セリーナ・カイル
声 - グレイ・デリスル
元「ワンアース政府」メンバー。恩赦を受け、スパイ活動などでバットマンに協力している。
スーパーガール/カーラ・ゾー゠エル
声 - ローラ・ベイリー
惑星クリプトンの崩壊から脱出するも、爆発の衝撃で30年間宇宙を彷徨った後に地球に飛来。ブラックアダムに発見され、ワンダーウーマンからは超人的な力の使い方を教わる。
ファイヤーストーム/ジェイソン・ラッシュ、マーティン・シュタイン
声 - ハンク・バンクス、フレッド・タタショア
バットマンからストライカーズ島の刑務所の監視を任される。
ブルービートル/ハイメ・レイエス
声 - アントニー・デル・リオ
バットマンからストライカーズ島の刑務所の監視を任される。
スーパーマン/カル゠エル
声 - ジョージ・ニューバーン
元「ワンアース政府」最高顧問。政府解体後はバットマン監視のもと、ストライカーズ島に建設された特殊独房へ収監。
ワンダーウーマン/ダイアナ
声 - スーザン・アイゼンバーグ
元「ワンアース政府」メンバー。故郷セミッシラから追放されるが、恩赦を受けカーンダックへ身を寄せる。
ブラックアダム/テス・アダム
声 - ジョーイ・ネイバー
元「ワンアース政府」メンバー。恩赦を受け、バットマン監視のもと故郷カーンダックへ隔離させられる。
ザ・フラッシュ/バリー・アレン
声 - タリエシン・ジャフェ
元「ワンアース政府」メンバー。恩赦を受け、人目を避けるためルーサー・ウェイン気候観測所へ身を寄せる。
グリーンランタン/ハル・ジョーダン
声 - スティーヴン・ブルーム
元「ワンアース政府」メンバー。恩赦を受けガーディアンズからも赦免され、再びパワーリングを得てグリーンランタン・コァに復帰する。
アクアマン/アーサー・カリー
声 - フィル・ラマール
元「ワンアース政府」メンバー。恩赦を受け、バットマン監視のもとアトランティスへ帰還。
サイボーグ/ビクター・ストーン
声 - カリー・ペイトン
元「ワンアース政府」メンバー。政府解体後はストライカーズ島の刑務所へ収監。
ロビン/ダミアン・ウェイン
声 - スコット・ポーター
元「ワンアース政府」メンバー。政府解体後はストライカーズ島の刑務所へ収監。

### ザ・ソサエティ
ゴリラ・グロッド
声 - チャールズ・ハルフォード
スケアクロウ
声 - ロバート・イングランド
デッドショット
声 - マシュー・マーサー
ベイン
声 - フレッド・タタショア
チーター
声 - エリカ・ラットレル
ポイズン・アイビー
声 - タジア・バレンザ
キャプテン・コールド
声 - C・トーマス・ハウエル

### その他
ブレイニアック
声 - ジェフリー・コムズ
ドクター・フェイト/ケント・ネルソン
声 - デイビット・ソボラブ
リバース・フラッシュ/イオバード・ソーン
声 - リアム・オブライエン
アトロシタス
声 - アイク・アマディ

## 漫画
前作同様、2017年4月から新規書下ろしのコミック版が刊行されている。
| タイトル          | 収録内容                         | 刊行日     | ISBN           |
| ----------------- | -------------------------------- | ---------- | -------------- |
| Injustice 2 Vol.1 | INJUSTICE 2 #1-6 (digital #1-12) | 2017年10月 | 978-1401274412 |
| Injustice 2 Vol.2 | INJUSTICE 2 #7-13                | 2018年5月  | 978-1401278410 |
| Injustice 2 Vol.3 | INJUSTICE 2 #14-20               | 2018年8月  | 978-1401280291 |
| Injustice 2 Vol.4 | INJUSTICE 2 #21-26               | 2018年12月 | 978-1401285333 |